# Flemming Hansen (rokometaš)
Flemming Ladefoged Hansen, danski rokometaš, * 11. september 1948, Fredericia, Danska, † 14. julij 2013, Fredericia.
Leta 1972 je na poletnih olimpijskih igrah v Münchnu v sestavi danske rokometne reprezentance osvojil 13. mesto.